# Деандре Једлин
Деандре Розел Једлин (енгл. DeAndre Roselle Yedlin; Сијетл, 9. јул 1993) је амерички фудбалер, који тренутно игра за Интер Мајами и за репрезентацију САД. Примарно игра на позицији десног бека, а може бити и десно крило.